# 摂南大学
摂南大学（せつなんだいがく、英語: Setsunan University）は、大阪府寝屋川市池田中町17番8号に本部を置く日本の私立大学。1922年創立、1975年大学設置。略称は摂大（せつだい）。工学・薬学・法学・経済学・経営学・現代社会学・国際学・看護学・農学の9学部17学科、および6研究科を擁する総合大学である。

## 概観

### 大学全体
摂南大学は、1922年に創設された関西工学専修学校を母体とする学校法人常翔学園によって運営されている大学である。1962年に設立された大阪工業高等専門学校（現存する公立の大阪公立大学工業高等専門学校とは別）を改組する形で、工学部単科大学として開学した。
開学以降、1982年に国際言語文化学部（外国語学部を経て現：国際学部）および経営情報学部（現：経営学部）、1987年に薬学部、1988年に法学部、2010年に経済学部、2012年に看護学部、2020年に農学部、2023年に現代社会学部と順次学部を拡充。9学部17学科6研究科を擁する総合大学に成長している。
学生数は10,340人（2024年5月1日現在）に上り、大阪府内の私立大学としては近畿大学、関西大学に次ぐ第3位の規模を誇る。
大学名称の「摂南」は、学園の位置する地域がかつての摂津国の南部にあたることに由来する。1947年からの2年間、設置法人は「摂南学園」の名を用い、また旧制の摂南高等工業学校、摂南工業専門学校、摂南工業学校、摂南重機工業学校など、複数の教育機関にも「摂南」の名称を冠していた。こうした歴史的経緯により、「摂南」は学園にとって由緒ある名称とされており、大学名としても継承されている。
本部は寝屋川キャンパスに設置されている。

### 建学の精神
- 世のため、人のため、地域のため、理論に裏付けられた実践的技術をもち、現場で活躍できる専門職業人を育成する。

### 教育理念
教育理念として「人間力・実践力・統合力を養い、自ら課題を発見し解決できる知的専門職業人の育成」を掲げており、実学を重視している。学外より実務家を講師に迎えた講義や、専門分野と関連する現場での学外授業やインターンシップを実施するなど、より実践的な教育が行われている。
また、入学から卒業まで一貫した少人数制のゼミ教育を実施しており、1年次の基礎ゼミ、2・3年次の演習を経て4年次の卒業研究へと、段階的に専門知識を修得できるカリキュラムを構築している。

## 沿革

### 年表

#### 前々史
- 1922年9月 - 関西工学専修学校を創立
- 1926年4月 - 財団法人関西工学を設立
- 1927年4月 - 関西高等工学校を開設
- 1928年1月 - 関西工学専修学校を関西工学校と改称
- 1932年4月 - 関西高等電機学校を開設
- 1933年4月 - 関西工業学校を開設（現在の常翔学園高等学校）
- 1934年3月 - 関西高等電機学校を関西高等工学校に併合
- 1939年4月 - 関西工学校を第一関西工学校と改称。第二関西工学校を開設
- 1940年4月 - 関西高等工業学校を開校（現在の大阪工業大学）
- 1942年
  - 2月 - 第二関西工学校の生徒募集を停止
  - 4月 - 関西高等工業学校を摂南高等工業学校と改称。摂南重機工業学校を開設
  - 5月 - 第二関西工学校を廃止
- 1943年12月 - 第一関西工学校を廃止
- 1944年4月 - 摂南高等工業学校を摂南工業専門学校と改称。摂南重機工業学校を摂南工業学校と改称
- 1947年6月 - 法人名を財団法人関西工学から財団法人摂南学園と改称
- 1948年
  - 4月 - 関西工業学校と摂南工業学校を合併し、新学制に基づく摂南学園高等学校（全日制課程・定時制課程）、摂南学園中学校を開設
  - 12月 - 関西高等工学校を摂南工科専門学院と改称
- 1949年
  - 3月 - 摂南工業専門学校の生徒募集を停止
  - 4月 - 摂南工業専門学校を昇格し、新学制に基づく摂南工業大学（工学部第一部・第二部）を開設
  - 10月 - 法人名を財団法人摂南学園から財団法人大阪工業大学と改称。摂南工業大学を大阪工業大学と改称
- 1950年
  - 2月 - 摂南学園高等学校を大阪工業大学高等学校と、摂南学園中学校を大阪工業大学中学校と、摂南工科専門学院を大阪工業専門学院と改称
  - 4月 - 大阪工業大学短期大学部（第一部）を開設
- 1951年3月 - 法人を財団法人大阪工業大学から学校法人大阪工業大学に改組。摂南工業専門学校を廃止。大阪工業大学中学校の生徒募集を停止。
- 1962年3月 - 大阪工業大学短期大学部（第一部）の学生募集を停止

#### 前史（大阪高専時代）
- 1962年
  - 1月10日 - 学生会新聞部「大阪高専新聞」創刊号発行
  - 4月1日 - 大阪工業高等専門学校を開設。機械工学科、電気工学科、土木工学科、建築学科を設置
- 1963年
  - 2月20日 - 1号館竣工（鉄筋コンクリート3階建）※2009年解体され現存せず
  - 12月 -  本館（旧6号館）竣工（鉄筋コンクリート3階建）※2006年解体され現存せず
- 1964年
  - 3月 - 大阪工業大学専門学院の学生募集を停止
  - 5月31日 - 大学の研修寮（旧9号館）を志学寮と改称し、高専生の学生寮として使用を開始　※2006年解体され現存せず
  - 9月1日 - 京阪バスが寝屋川市役所～太間間の運行を開始し、大阪高専前（現摂南大学）停留所設置
- 1965年
  - 6月7日 - 2号館第1期工事竣工（鉄筋コンクリート4階建）
  - 11月19日 - 2号館第2期工事竣工（鉄筋コンクリート4階建）
- 1966年
  - 3月7日 - 高専土木会発足
  - 6月12日 - 大阪府都市計画審議会において、茨木寝屋川線の計画決定により高専道路問題が起こる
  - 9月 - 大阪高専前（現摂南大学）停留所に後援会寄金で待合室を完成
- 1967年7月25日 - 全国高専体育大会近畿地区が本校グラウンドにおいて行われる
- 1970年6月15日- 体育館（平面立体トラス構造）及び3号館（鉄筋コンクリート4階建）竣工 ※体育館は2004年に解体され、現在10号館となっている
- 1975年3月 - 大阪工業高等専門学校の学生募集を停止

#### 摂南大学開設以後
- 1975年4月 - 大阪工業高等専門学校を母体に摂南大学を開学。工学部（土木工学科、建築学科、電気工学科、機械工学科、経営工学科）を設置。初代学長に宮北敏夫が就任
- 1977年
  - 8月1日 - 第2代学長に山口次郎が就任
- 1979年3月 - 大阪工業高等専門学校を廃止
- 1982年4月 - 国際言語文化学部（国際言語文化学科）、経営情報学部（経営情報学科）を開設
- 1983年4月 - 薬学部（衛生薬学科、薬学科）を開設
- 1985年
  - 10月1日 - 第3代学長に奥島啓弍が就任
- 1987年7月 - 法人名を学校法人大阪工業大学から学校法人大阪工大摂南大学と改称
- 1988年4月 - 法学部（法律学科）を開設。摂南大学大学院薬学研究科（薬学専攻）修士課程を設置
  - 4月1日 - 第4代学長に牧本利夫が就任
- 1989年4月 - 大学院に工学研究科（社会開発工学専攻、機械・システム工学専攻）修士課程を開設
- 1990年4月 - 大学院に工学研究科（電気電子工学専攻）修士課程、薬学研究科（薬学専攻）博士後期課程を開設
- 1991年
  - 10月1日 - 第5代学長に櫻井良文が就任
- 1993年4月 - 経営情報学部に経営環境情報学科を開設
  - 10月28日 - 第6代学長に佐谷戸安好が就任
- 1995年4月 - 大学院に経営情報学研究科（経営情報学専攻）修士課程を増設
- 1997年4月 - 大学院に法学研究科（法律学専攻）修士課程を開設
  - 10月28日 - 第7代学長に栗山仙之助が就任
- 1999年4月 - 大学院に国際言語文化研究科（国際言語文化専攻）修士課程を開設
- 2002年4月 - 工学部の土木工学科を都市環境システム工学科に、電気工学科を電気電子工学科に、経営工学科をマネジメントシステム工学科に名称変更
- 2005年4月 - 国際言語文化学部国際言語文化学科を外国語学部外国語学科に名称変更。大学院経営情報学研究科（経営情報学専攻）博士後期課程を開設
  - 10月28日 - 第8代学長に森本益之が就任
- 2006年4月 - 経営情報学部の経営環境情報学科を募集停止し経営学科に、薬学部は6年制の薬学科に改組
- 2007年
  - 9月29日 - 京阪バスがJR茨木東口～寝屋川市駅を運行開始し、淀川右岸からのアクセスが向上
  - 10月28日 - 第9代学長に今井光規が就任
  - 11月 - 学校法人啓光学園と連携協定を締結
- 2008年4月 - 法人名を学校法人大阪工大摂南大学から学校法人常翔学園と改称。大学院の工学研究科に創成工学専攻博士後期課程を増設。留学生別科を設置
- 2010年4月 - 経済学部（経済学科）を開設。経営情報学部を経営学部に名称変更。工学部の都市環境システム工学科、マネジメントシステム工学科を募集停止し、生命科学科、住環境デザイン学科、都市環境工学科を増設。工学部を理工学部に名称変更。大学院薬学研究科薬学専攻博士前期課程の学生募集を停止
- 2011年
  - 3月10日 - オリックス野球クラブ株式会社（オリックス・バファローズ）との間で、「教育に関する協定」を締結
  - 3月 - 薬学部の衛生薬学科を廃止
  - 9月 - 経営学部の経営環境情報学科を廃止。
- 2012年
  - 4月 - 看護学部（看護学科）を増設。大学院薬学研究科薬学専攻博士後期課程の学生募集を停止。大学院薬学研究科博士課程を開設
  - 11月30日 - 学校法人常翔啓光学園と法人合併認可
- 2013年
  - 3月 - 学校法人常翔啓光学園と法人合併
- 2014年
  - 3月 - 大学院薬学研究科薬学専攻博士前期課程・博士後期課程を廃止
  - 4月 - 大学院工学研究科を理工学研究科に名称変更。大学院工学研究科機械・システム工学専攻博士前期課程と電気電子工学専攻博士前期課程の学生募集を停止。理工学研究科に生命科学専攻修士課程を増設。大学院経営情報学研究科経営情報学専攻博士前期課程の学生募集を停止。経済経営学研究科（経済学専攻、経営学専攻）修士課程を増設
  - 9月 - 大学広報誌「さやけき」創刊
- 2015年
  - 4月 - 「地域医療研究センター」「地域総合研究所」「融合科学研究所」開設
  - 5月 - 工学部都市環境システム工学科、マネジメントシステム工学科を廃止
  - 10月29日 - 大学に隣接する日本ペイント寝屋川事業所用地の不動産売買契約を日本ペイントホールディングスと締結
  - 11月1日 - 第10代学長に八木紀一郎が就任
- 2016年
  - 4月 - 藤多哲朗記念臨床研究センター開設
  - 4月 - ソーシャル・イノベーション副専攻課程設置、留学生別科の募集停止。
- 2017年
  - 3月28日 - クラブハウス(部室棟)竣工
  - 7月 - 摂大交流会館解体
- 2018年
  - 1月 - 寝屋川キャンパス東側に隣接する日本ペイント寝屋川事業所用地(37,746.47㎡)を取得
  - 4月 - 大学情報誌「摂大キャンパス」休刊
- 2019年
  - 8月 - 「セブン-イレブン摂南大学前」設置(寝屋川キャンパス東校地)
  - 11月1日 - 第11代学長に荻田喜代一が就任
- 2020年
  - 4月 - 農学部（農業生産学科、応用生物科学科、食品栄養学科、食農ビジネス学科）を枚方キャンパスに開設。※食品栄養学科は別途、管理栄養士養成学校指定申請

「先端アグリ研究所」設置
- 4月7日 - 新型コロナウイルスの感染拡大の影響により入学宣誓式が中止

- 2022年
  - 学園創立百周年
  - 4月 - 外国語学部外国語学科が、国際学部国際学科に改組
- 2023年
  - 4月 - 現代社会学部を寝屋川キャンパスに開設
  - 11月1日 - 第12代学長に久保康之が就任
- 2024年
  - 4月 - 農学研究科を枚方キャンパスに開設

## 基礎データ

### 所在地
- 寝屋川キャンパス（寝屋川市池田中町17-8）
- 枚方キャンパス（枚方市長尾峠町45-1）

### 象徴

#### 校章
- 校名の略称である「摂大」の文字を図案化したもの

#### シンボルマーク
- SETSUNAN UNIVERSITYの頭文字である“S”と“U”を組み合わせ、「人」という漢字や、「人」が元気に歩く姿をシンボライズしたもの。学生一人ひとりの個性を大切にする教育方針や、未来へ向かって果敢に歩んでいく、チャレンジ精神旺盛な校風を象徴している。また、融通性・柔軟性に富むフォルムによって、 型にはまらない、自由で伸びやかな雰囲気を伝える。
- メインカラーとして設定した「SETSUDAIオレンジ」は、積極性や若々しさ、エネルギッシュさを表す。同時に、人間味あふれる教育姿勢、温もりのある教育環境も表現している。

#### 校歌
- 大学歌（喜志邦三作詞・平井康三郎作曲）

## 教育および研究

### 組織

#### 学部
- 法学部
  - 法律学科
    - 法律学特修コース
    - 企業法務コース
    - 地域政策コース
    - スポーツ法政策コース
- 国際学部
  - 国際学科
    - 英語プロフェッショナルコース
    - 国際キャリアコース
      - 英語専攻
      - 中国語専攻
      - スペイン語専攻
      - インドネシア・マレー語専攻
- 経済学部
  - 経済学科
    - 国際経済コース
    - 地域経済コース
    - 観光経済コース
- 経営学部
  - 経営学科
    - 企業経営コース
    - 会計ファイナンスコース

  - 経営情報学科（２０２２年度経営学科に統合する形で廃止予定）
    - マーケティングコース
    - ビジネスITコース
- 理工学部
  - 生命科学科
    - 生物系コース
    - 環境系コース

  - 住環境デザイン学科
    - 環境デザインコース
    - 空間デザインコース
    - 住環境デザイン総合コース

  - 建築学科
    - 建築デザインコース
    - 建築工学コース
    - 建築総合コース

  - 都市環境工学科
    - 都市建設コース
    - 都市計画コース
    - 都市環境総合コース

  - 機械工学科
    - 機械生産コース
    - 機械工学総合コース

  - 電気電子工学科
    - 電気系コース
    - 情報系コース
    - 電気・通信システム総合コース
- 薬学部
  - 薬学科
- 看護学部
  - 看護学科
- 農学部
  - 農業生産学科
  - 応用生物科学科
  - 食品栄養学科
  - 食農ビジネス学科(文理融合系)
- 現代社会学部
  - 現代社会学科

#### 別科
- 留学生別科

#### 研究科
- 法学研究科
  - 法律学専攻（修士課程）
- 国際言語文化研究科
  - 国際言語文化専攻（修士課程）
- 経済経営学研究科
  - 経済学専攻（修士課程）
  - 経営学専攻（修士課程）
- 理工学研究科
  - 社会開発工学専攻（博士前期課程）
  - 生産開発工学専攻（博士前期課程）
  - 生命科学専攻（博士前期・後期課程）
  - 創成工学専攻（博士後期課程）
- 薬学研究科
  - 医療薬学専攻（博士後期課程）
- 看護学研究科
  - 看護学専攻（修士課程）

#### 研究・教育機関、施設
- 図書館
- 情報メディアセンター
- 地域総合研究所
- 地域医療研究センター
- 融合科学研究所
- 地域連携センター
- 学習支援センター
- スポーツ振興センター
- 保健室
- 薬用植物園
- 臨床薬学教育研究センター
- テクノセンター
- 研究支援センター
- 教職支援センター

## 学生生活

### 部活動・サークル活動
2023年現在で、寝屋川キャンパスでは文化会20団体、体育会31団体が活動している。枚方キャンパスでは枚方支部会15団体が活動している。また、祭典系の企画・運営団体として3団体が活動している。
文化会吹奏楽部、体育会ラグビー部・陸上競技部（男女）・剣道部（男女）・柔道部・スポーツクライミング部を「指定強化団体」と定め、競技力の向上を図っている。

### 学園祭
学園祭は各キャンパスごとに実施されている。
- 寝屋川キャンパス：摂大祭
- 枚方キャンパス：摂友祭（2011年/平成23までは、「摂薬祭」。翌2012年に看護学部が増設され「摂友祭」へ変更）

### スポーツ
- ラグビー部 - 1971年の第1回全国高等専門学校ラグビーフットボール大会で準優勝の私立大阪工業高等専門学校は、その後、摂南大学へと転換したため、チームは現在の摂南大学ラグビー部の前身にあたる[1]。大学ラグビー部として1976年創部。総監督は河瀬泰治（元ラグビー日本代表）、監督は瀬川智広（リオデジャネイロオリンピック2016・男子7人制ラグビー日本代表ヘッドコーチ）
- 陸上競技部 - 1976年、男子陸上競技部として創部。2023年4月、女子陸上競技部を創部。監督は近藤潤（関西学生陸上競技連盟強化コーチ）、ヘッドコーチは竹澤健介（北京オリンピック5000m、10000m日本代表）
- 剣道部 - 1978年創部。近年は男女ともに、個人・団体で、全国大会出場歴あり。師範は元大阪府警・教士八段の矢野信広
- 柔道部 - 1978年創部。個人の全国大会出場歴あり。監督は、柔道世界形選手権大会（投の形）を７度優勝の横山喬之
- スポーツクライミング部 - 2022年創部。監督は日本山岳連盟・スポーツクライミング日本代表コーチの中貝次郎。抜井亮瑛（元ユース日本代表）、吉田智音（日本代表）、小林舞（元ユース日本代表）などが所属。

## 大学関係者と組織

### 大学関係者組織
- 摂南大学校友会

## 施設

### 寝屋川キャンパス
- 使用学部：法学部、外国語学部、国際学部、経済学部、経営学部、理工学部
- 使用研究科:法学研究科、国際言語文化研究科、経済経営学研究科、経営情報学研究科、理工学研究科
- 付属施設：図書館、総合体育館、摂南大学国際会館など。
- 交通アクセス：
  - 京阪本線寝屋川市駅から京阪バスに乗車し『摂南大学』下車。
    - 直通バスが運行されており、大学関係者以外でも乗車することができる[要出典]。

  - JR東海道本線茨木駅、阪急京都線茨木市駅（南口のりば）から京阪バスに乗車し『摂南大学』下車。
  - 大阪モノレール・Osaka Metro谷町線大日駅から京阪バスに乗車し『摂南大学』下車。
    - 2013年4月から2018年3月31日までは、同区間において大日駅との通学専用直通バスが北港観光バスの担当（2017年4月頃から8月までは登下校ラッシュ時に中央交通 (大阪府)の担当便もあった）で運行されていた。原則として大学関係者のみ利用可（乗車券は大学内で販売）であったが、オープンキャンパス時などには一般利用が可能な場合もあった[要出典]。

### 枚方キャンパス
- 使用学部：薬学部、看護学部、農学部
- 使用研究科:薬学研究科、看護学研究科
- 付属施設
  - 図書館（枚方分館）
  - 枚方総合グラウンド
  - 体育館「摂大アリーナ」
  - 農学部附属農場
- 交通アクセス：
  - 学研都市線長尾駅から京阪バスに乗車し『摂南大学枚方キャンパス』下車。
    - 直通バスが運行されており、大学関係者以外でも乗車することができる[要出典]。

  - 京阪本線枚方市駅・牧野駅から京阪バスに乗車し『摂南大学枚方キャンパス』下車。
  - 京阪本線樟葉駅から京阪バスに乗車し『摂南大学北口』下車すぐ。および『家具町1丁目』下車徒歩約5分。
  - JR在来線各線・東海道新幹線・京都市営地下鉄烏丸線・近鉄京都線京都駅、京都市営地下鉄烏丸線大石橋（地下鉄九条駅）・十条駅および学研都市線松井山手駅から京阪バスダイレクトエクスプレス直Q京都号に乗車し『摂南大学薬用植物園』下車すぐ（平日の朝夕のみ）。

#### 摂南大学薬学部附属薬用植物園
摂南大学薬学部附属薬用植物園（通称：摂大薬草園）は、標本園、樹木園、温室で構成される総面積約10,000 m2（1 ha）の植物園である。薬用植物約1,200種を栽培している。年に二回の一般向け薬草見学会を除き原則非公開。学校法人常翔学園摂南大学枚方キャンパスが設立された1983年に、薬学部附属施設として設置された。

## 対外関係

### 他大学との協定

#### 海外協定大学等
ニュージーランド
- オークランド大学

 アメリカ合衆国
- ワシントン大学
- アラバマ大学
- ロリンズ大学（英語版）
- エンポリア州立大学

 メキシコ
- グアナフアト大学

 インドネシア
- ストモ博士大学

 マレーシア
- マレーシア国民大学

 中国
- 北京交通大学
- 北京言語大学
- 上海外国語大学
- 雲南農業大学

 台湾
- 国立嘉義大学

 タイ
- 泰日工業大学

 韓国
- 大田大学校
- 崇実大学校
- 明知大学校
- 東明大学校

 カナダ
- ブリティッシュコロンビア大学
- サイモンフレーザー大学

 オーストラリア
- サザンクロス大学
- フリンダース大学

 イギリス
- ロンドン大学

 スペイン
- サラゴサ大学
- アリカンテ大学

 ベトナム
- ベトナム国立薬用天然物研究所

## Wiki関係他プロジェクトリンク
- ウィキメディア・コモンズ (Wikimedia Commons)
  - 摂南大学
- ウィキブックス (Wikibooks)
  - 摂南大対策